# Кирьянов, Никита Владиславович
Никита Владиславович Кирьянов (род. 7 мая 2002, Пермь) — российский хоккеист, нападающий. Мастер спорта России (2021).

## Биография
С семи лет начал заниматься в СДЮШОР клуба «Молот», тренер Павел Смирнов. Через пять лет команду принял Дмитрий Спирин. В конце 2016 года Кирьянов с родителями переехал в Дмитров. Перед сезоном 2017/18 перешёл в «Локомотив-2004» Ярославль, со следующего сезона стал выступать в НМХЛ за «Локо-Юниор», стал бронзовым призёром первенства.
Сезон 2019/2020 начал в команде МХЛ «Локо», в январе вернулся в «Локо-Юниор»; сыграл в командах по 18 матчей. Следующий сезон провёл в «Локо», при этом отыграв в ноябре семь матчей в НМХЛ. Серебряный призёр чемпионата МХЛ.
Перед сезоном 2021/22 занимался в «Локомотиве», но весь сезон отыграл в «Локо», по итогам регулярного чемпионата набрав 57 (14+43) очков и став вторым бомбардиром команды. Перед следующим сезоном также готовился в «Локомотиве». Из-за возрастного ценза не мог играть в МХЛ и провёл сезон в фарм-клубе — «Молоте» из ВХЛ. Следующий сезон начал в «Молоте», с ноября стал играть в КХЛ за «Локомотив», дебютировав 23 ноября в домашнем матче против «Лады» (2:1 ОТ).

## Достижения

### Командные

#### КХЛ
| Сезон   | Команда             | Достижение                |   |
| ------- | ------------------- | ------------------------- | - |
| 2023-24 | Локомотив Ярославль | Серебряный призер КХЛ     | 2 |
| 2024-25 | Локомотив Ярославль | Обладатель Кубка Гагарина | 1 |

## Статистика
| Легенда | Легенда                    | Легенда | Легенда                   | Легенда | Легенда    |
| ------- | -------------------------- | ------- | ------------------------- | ------- | ---------- |
| И       | Количество проведённых игр | Штр     | Штрафное время            | +/−     | Плюс-минус |
| Г       | Голы                       | П       | Голевые передачи          | О       | Очки       |
| -       | Статистика неизвестна      | —       | Статистика не учитывалась |         |            |